# Clymer (New York)
Clymer è un comune (town) degli Stati Uniti d'America, situato nello stato di New York, nella contea di Chautauqua.

## Storia
L'insediamento cominciò attorno al 1820. Il centro abitato di Clymer fu costituito nel 1829 da una divisione della cittadina di Chautauqua. Nel 1821, venne decretata una divisione di Clymer per creare la nuova cittadina di Mina ed un'altra nel 1829 per creare French Creek. Nel 1915, la popolazione di Clymer contava 1 341 abitanti.

## Monumenti e luoghi d'interesse

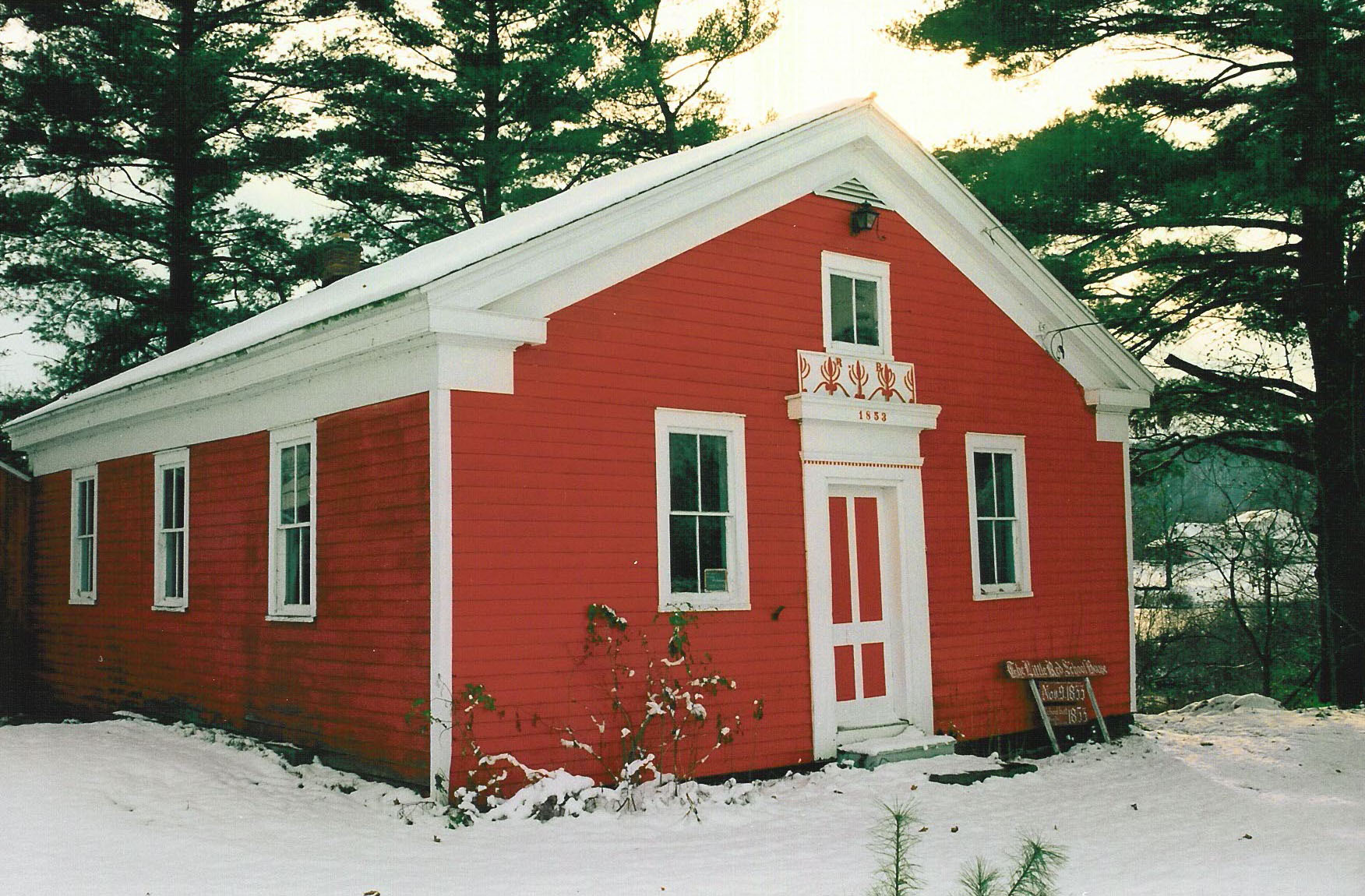
La Little Red Schoolhouse

La Clymer District School No. 5, conosciuta come Little Red Schoolhouse ("La piccola scuola rossa"), edificio scolastico edificato nel 1853, è  stata inserita nella lista del National Register of Historic Places nel 1994.